# 철없는 비태세상
철없는 비태세상은 iTV 경인방송의 라디오 채널 iTV iFM에서 2003년 7월 5일부터 2004년 7월 4일까지 1년간 방송했던 주말 라디오 프로그램이다.
DJ는 김비태이며, 방송시간은 주말 오후 2시부터 오후 4시까지이다.
| iTV iFM 주말 프로그램 |                     |                     |
| 이전                  | 철없는 비태세상     | 다음                |
| 유형서의 좋아좋아     | 철없는 비태세상     | 박은석의 팝스클럽   |
| 낮 1시 ~ 오후 2시     | 오후 2시 ~ 오후 4시 | 오후 4시 ~ 저녁 6시 |
|                       |                     |                     |